# Evermannella balbo
Evermannella balbo é uma espécie de peixe pertencente à família Evermannellidae.
A autoridade científica da espécie é Risso, tendo sido descrita no ano de 1820.

## Portugal
Encontra-se presente em Portugal, onde é uma espécie nativa.

## Descrição
Trata-se de uma espécie marinha. Atinge os 16,85 cm de comprimento padrão nos indivíduos do sexo masculino.